# Christin Balogh
Christin Balogh (Maagdenburg, 6 november 1985) is een Duitse actrice en radiopresentatrice.

## Carrière
Van 2004 tot 2007 studeerde Balogh aan de toneelschool van Regensburg. In 2004 won ze de Kulturförderpreis, een aanmoedigingsprijs van de stad Fürth. Tussen 2004 en 2011 speelde ze rollen in het klassieke toneelrepertoire (Tsjechov, Aristophanes, Shakespeare en Strindberg). Deze producties werden opgevoerd in de stadsschouwburgen van onder meer Regensburg, Konstanz en Fürth.
In 2009 maakte ze haar televisiedebuut met een rol in de Duitse ziekenhuisserie Der Bergdoktor. In 2011 speelde ze mee in de misdaadserie Schmidt & Schmitt.
In 2013 brak ze bij het grote publiek door met haar rol als kamermeisje (later: kokkin) Tina Kessler in de Duitse telenovela Sturm der Liebe. Ze speelde uiteindelijk zes jaar lang in de soap, van 23 mei 2013 (aflevering 1763) tot 17 juli 2019 (aflevering 3188). In april en mei 2022 vertolkte ze de rol nogmaals gedurende 14 afleveringen.
Sinds 7 juli 2019 presenteert ze met Corinna Theil het programma Freundschaft plus op de Duitse radiozender Bayern 3. Hierin bespreken ze elke zondagavond thema's zoals de liefde, het leven en vriendschap vanuit het standpunt van jonge vrouwen. Van elke uitzending wordt tevens een podcastaflevering gemaakt.
Sinds januari 2022 verzorgt Balogh zo nu en dan de nachtprogrammering Die Nacht op Bayern 3.

## Privéleven
Balogh is woonachtig in München.

## Filmografie

### Toneel
| Jaar      | Titel                           | Locatie                              |
| --------- | ------------------------------- | ------------------------------------ |
| 2004      | Lysistrata                      | Klosterhofspiele, Langenzenn         |
| 2005      | Die lustigen Weiber von Windsor | Klosterhofspiele, Langenzenn         |
| 2007      | Frühlings Erwachen              | Akademie, Regensburg                 |
| 2008      | Die verzauberte Zarentochter    | Stadttheater, Konstanz               |
| 2008      | Der Heiratsantrag               | Stadttheater, Fürth                  |
| 2009      | Fräulein Julie                  | Gostner Hoftheater, Neurenberg       |
| 2009-2010 | Clochard                        | Theater an der Effingerstrasse, Bern |

### Televisie
| Jaar            | Titel                                           | Rol                | Opmerkingen  |
| --------------- | ----------------------------------------------- | ------------------ | ------------ |
| 2009            | Der Bergdoktor                                  |                    |              |
| 2011            | Schmidt & Schmitt – Wir ermitteln in jedem Fall |                    |              |
| 2011            | Aktenzeichen XY: ungelöst                       |                    |              |
| 2013-2019, 2022 | Sturm der Liebe                                 | Kamermeisje/kokkin |              |
| 2022            | Hubert ohne Staller                             |                    | 1 aflevering |
| 2022            | Die Rosenheim-Cops                              |                    | 1 aflevering |

### Film
| Jaar | Titel                      | Rol | Opmerkingen  |
| ---- | -------------------------- | --- | ------------ |
| 2007 | Frischfleisch              |     | Bioscoopfilm |
| 2008 | Zweisam Einsam             |     | Kortfilm     |
| 2020 | Annie – kopfüber ins Leben |     | Tv-film      |

### Radio
| Jaar       | Titel             | Radiozender | Rol           | Opmerkingen          |
| ---------- | ----------------- | ----------- | ------------- | -------------------- |
| 2019-heden | Freundschaft plus | Bayern 3    | Presentatrice | met Corinna Theil    |
| 2022-heden | Die Nacht         | Bayern 3    | Presentatrice | Wisselende bezetting |

## Prijzen en onderscheidingen
| Jaar | Titel             | Opmerkingen                          |
| ---- | ----------------- | ------------------------------------ |
| 2004 | Kulturförderpreis | Aanmoedigingsprijs van de stad Fürth |